# Slaget vid Arrapha
Slaget vid Arrapha ägde rum år 616 f.Kr. och var ett slag under den medo-babyloniska erövringen av det assyriska imperiet och stod mellan Babylon under kung Nabopolassar och Assyrien som i slaget leddes av en okänd general. Babylonierna besegrade assyrierna och drev dem tillbaka ända till nedre Zap. Staden Arrapha i sig belägrades dock aldrig av babylonierna då de istället gjorde ett misslyckat försök att inta Assur. Därefter tvingades de att retirera till Takrit. År 615 f.Kr. gav sig Medien in i kriget mellan Babylon och Assyrien och det första de gjorde var att erövra Arrapha som efter det användes som militärbas för den mediska armén..